# De plano
De plano è una locuzione latina che significa "senza alcuna difficoltà" (in francese: tout court).

## Formula giuridica
Usata come formula giuridica, nel linguaggio moderno viene utilizzata per descrivere un'azione scevra di difficoltà, un'azione la cui realizzazione risulta agevole e senza particolari formalità.
Il significato può accostarsi anche ad altre espressioni come de iure o ex lege, proprio perché si tratta di azioni o attività che non richiedono appositi interventi giudiziali né formalismi di sorta (procedere summarie et de plano... sine strepitu et figura iudicii).

## Formula forense
Nel linguaggio giudiziario, il provvedimento giurisdizionale de plano è quello adottato dal giudice in assenza di istruttoria, trattandosi di decisione che già ictu oculi può essere presa senza specifici approfondimenti e indagini sulla questione di fatto prospettata, cioè sic et simpliciter. Ciò non di meno, il giudice può emettere un'ordinanza senza ascoltare la controparte, cioè inaudita altera parte, solo ed esclusivamente nei casi previsti dalla legge, e non certo solo perché la questione appaia risolvibile de plano.

## Esempi nel processo penale italiano
Un esempio è nel procedimento di "restituzione in termine" (articolo 175 c.p.p., atteso che non vi è alcun richiamo alle formalità del precedente articolo 127 c.p.p., il provvedimento deve essere adottato de plano).
Inoltre si può ricordare l'ordinanza con cui il giudice competente dichiara inammissibile la dichiarazione ricusatoria (art. 41 c.p.p.).
Altri esempi di procedura de plano sono quelle per l'applicazione dell'indulto e amnistia.